# Teodor Bujnicki
Teodor Bujnicki, ps. lit. Pirmas, Aron, Billard (ur. 13 grudnia 1907 w Wilnie, zm. 27 listopada 1944 tamże) – poeta, satyryk, krytyk literacki związany z czasopismem „Żagary”, „Pion” oraz grupą poetycką Żagary.

## Życiorys

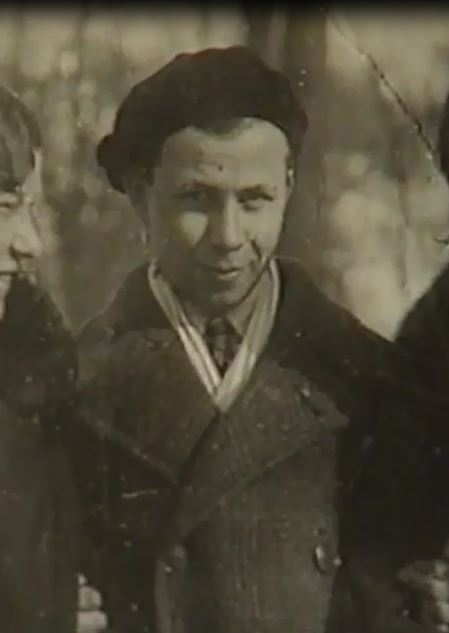
Teodor Bujnicki - zdjęcie z lat 30. XX w.

Syn Tadeusza i Zofii z Kowalskich. Ukończył gimnazjum w Wilnie. Absolwent Uniwersytetu Stefana Batorego w Wilnie (studia historyczne). W czasie studiów członek Akademickiego Klubu Włóczęgów Wileńskich. Najbardziej znany członek STO Sekcji Twórczości Oryginalnej Polonistów Słuchaczów USB. W poezji nawiązywał do tradycji romantycznych i programu artystycznego grupy Skamander. W 1931 roku wraz z Czesławem Miłoszem i Jerzym Zagórskim założył czasopismo „Żagary”. Pisał także skecze dla radiostacji wileńskiej (występował razem z Konstantym Ildefonsem Gałczyńskim w satyrycznej audycji Kukułka wileńska). Poza pracą dziennikarską i literacką pracował zawodowo (od 1931 roku) w Instytucie Naukowo-Badawczym Europy Wschodniej. 
W krótkim okresie administracji litewskiej w Wilnie, zastępca redaktora naczelnego „Gazety Codziennej”, której wydawcą był Józef Mackiewicz. W czasie drugiej okupacji sowieckiej Wilna (15 czerwca 1940 – 24 czerwca 1941) związał się z kolaboracyjnym pismem „Prawda Wileńska” (1940–1941). Został kierownikiem działu kulturalnego w „Prawdzie Wileńskiej”. Było to pismo codzienne wydawane przez okupantów przeznaczone do indoktrynacji Polaków. Drukował tam wiersze chwalące ustrój bolszewicki („Do ojczyzny trudnego dzieciństwa wkroczy z Czerwoną Armią najpiękniejsza wolność…”). Sowietów „witał na ziemi wyzwolonej z jarzma w gwiazdorze Republiki Rad”.   
W 1942 roku w wydawnictwie kolaborującym z Niemcami ukazała się książka w której napiętnowano Bujnickiego jako współpracującego z komunistami. W grudniu 1942 roku, po 18 miesiącach od ucieczki Sowietów z Wilna, został skazany na karę śmierci przez Trybunał Armii Krajowej – Wojskowy Sąd Specjalny RP – „za współpracę ze Związkiem Sowieckim na szkodę Polski”. Do wykonania wyroku jednak nie doszło, ponieważ Bujnicki ukrywał się w majątku swojej żony w Poniewieżu na Żmudzi. Ponadto dowódca obwodu w Podokręgu Kowno Julian Iwaszkiewicz „Ferdynand” odmówił w 1943 roku wykonania na Bujnickiem wyroku śmierci przekazanego przez komendanta AK na Litwę Adama Dowgirda uznając, że ten wyrok jest bezzasadny.  
Bujnicki powrócił do Wilna dopiero 9 listopada 1944 roku, wstąpił do moskiewskiego Związku Patriotów Polskich i objął funkcję kierownika klubu i biblioteki ZPP. 27 listopada 1944 żołnierz AK Waldemar Butkiewicz (ps. „Rolandzik”) dokonał zamachu na poetę, wykonując wydany w 1942 roku wyrok śmierci. Wyrok ten uważano za pochopny i niewspółmierny do zarzutów (Bronisław Krzyżanowski, Paweł Jasienica, Zdzisław Siemaszko, Aleksander „Wilk” Krzyżanowski, Józef Mackiewicz).  
Uchwałą Prezydium KRN z 18 stycznia 1946 „w uznaniu zasług, położonych dla pożytku Rzeczypospolitej Polskiej w dziele zorganizowania Polonii Radzieckiej na platformie ideowej Związku Patriotów Polskich” został pośmiertnie odznaczony Orderem Krzyża Grunwaldu III klasy.

## Ważniejsze prace
- Po omacku, zbiór poezji (1933)
- 18 ohydnych paszkwilów na Wilno i Wilnian (1934)
- Pamiątki historyczne Wileńszczyzny i Nowogródzczyzny (1935)
- W połowie drogi, zbiór poezji (1937)
- Majówka w Afryce, wyd. pośm. (1950)
- Wybór wierszy, wyd. pośm. (1950)